# Brun hagtornsdvärgmal
Brun hagtornsdvärgmal (Stigmella perpygmaeella) är en fjärilsart som först beskrevs av Doubleday 1859.  Brun hagtornsdvärgmal ingår i släktet Stigmella, och familjen dvärgmalar. Enligt den finländska rödlistan är arten starkt hotad i Finland. Arten är reproducerande i Sverige. Artens livsmiljö är hagmarker och lövängar.